# Szogun (serial telewizyjny)
Szogun (tyt. ang. Shōgun) – amerykański serial telewizyjny z 1980 roku według powieści Jamesa Clavella o tym samym tytule.
Serial zdobył trzy statuetki Złotego Globu. Był emitowany w Polsce po raz pierwszy przez TVP. Polska premiera odbyła się 1 stycznia 1985 roku, następne odcinki wyświetlane były w niedzielne wieczory. W polskiej emisji serial podzielono na dwanaście pięćdziesięciominutowych odcinków.

## Fabuła
Fabuła serialu przedstawia historię angielskiego pilota okrętowego Johna Blackthorne’a, który zostaje rzucony na niegościnną ziemię siedemnastowiecznej feudalnej Japonii.

## Obsada
- Richard Chamberlain – John Blackthorne
- Toshirō Mifune – Toranaga
- Yōko Shimada – Mariko
- John Rhys-Davies – Vasco Rodrigues
- Władysław Sheybal – kpt. Ferreira
- Frankie Sakai – Yabu
- Damien Thomas – Ojciec Alvito

i inni

## Wymowa słowa „siogun”
Prawidłową wymową słowa japońskiego 将軍 w języku polskim jest „siogun” („sio-” jak w słowie siostra). Przyjęty przed laty zapis „szogun” pochodził z fonetycznego zapisu w języku angielskim "shogun". Wikipedia używa transkrypcji Hepburna i zgodnie z nią prawidłowym zapisem jest „shōgun”, gdzie „ō” oznacza długą samogłoskę „o”.